# Storchengasse

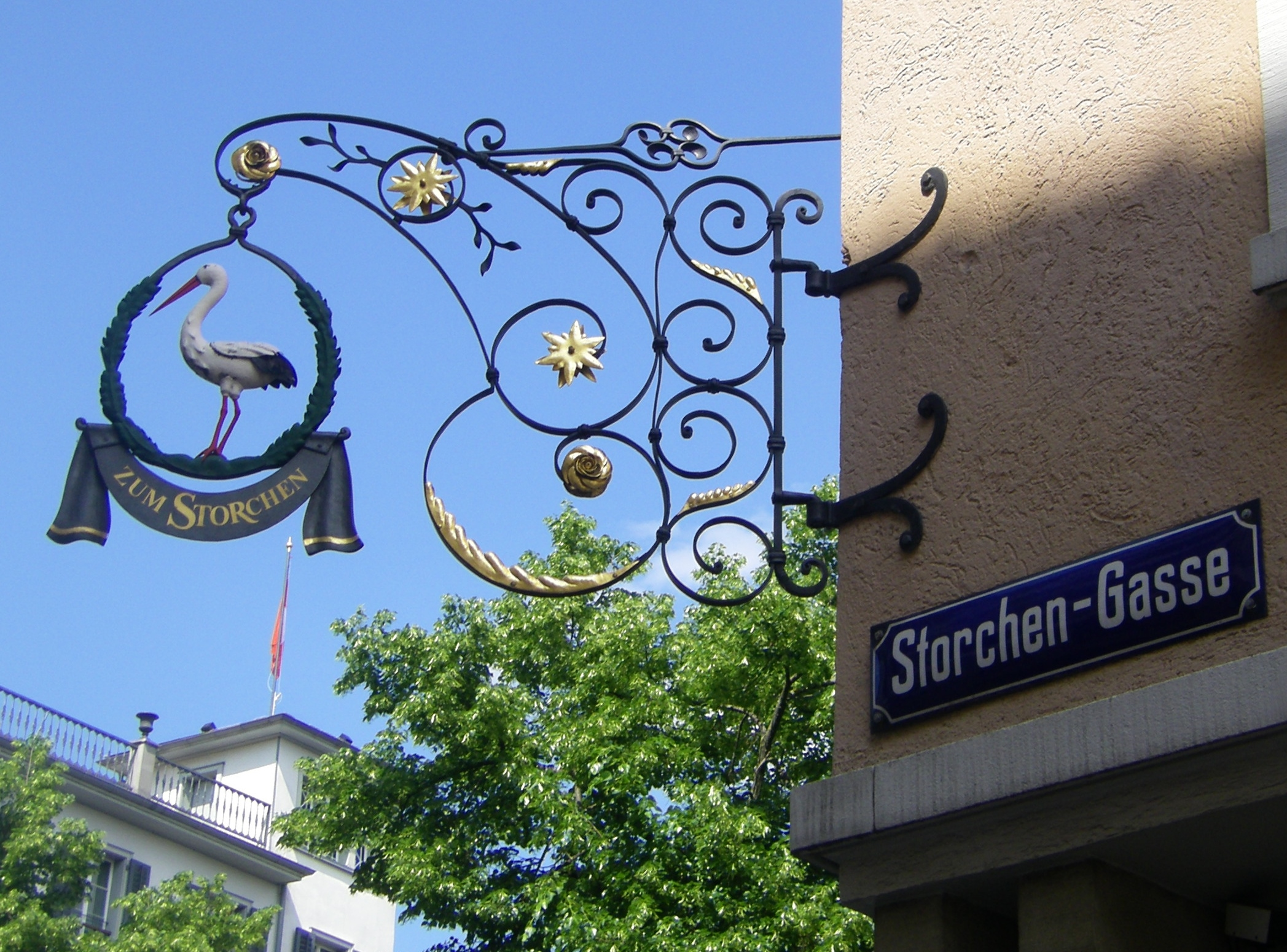
Strassenschild und gleichnamiges Hotelschild an der Storchengasse 16

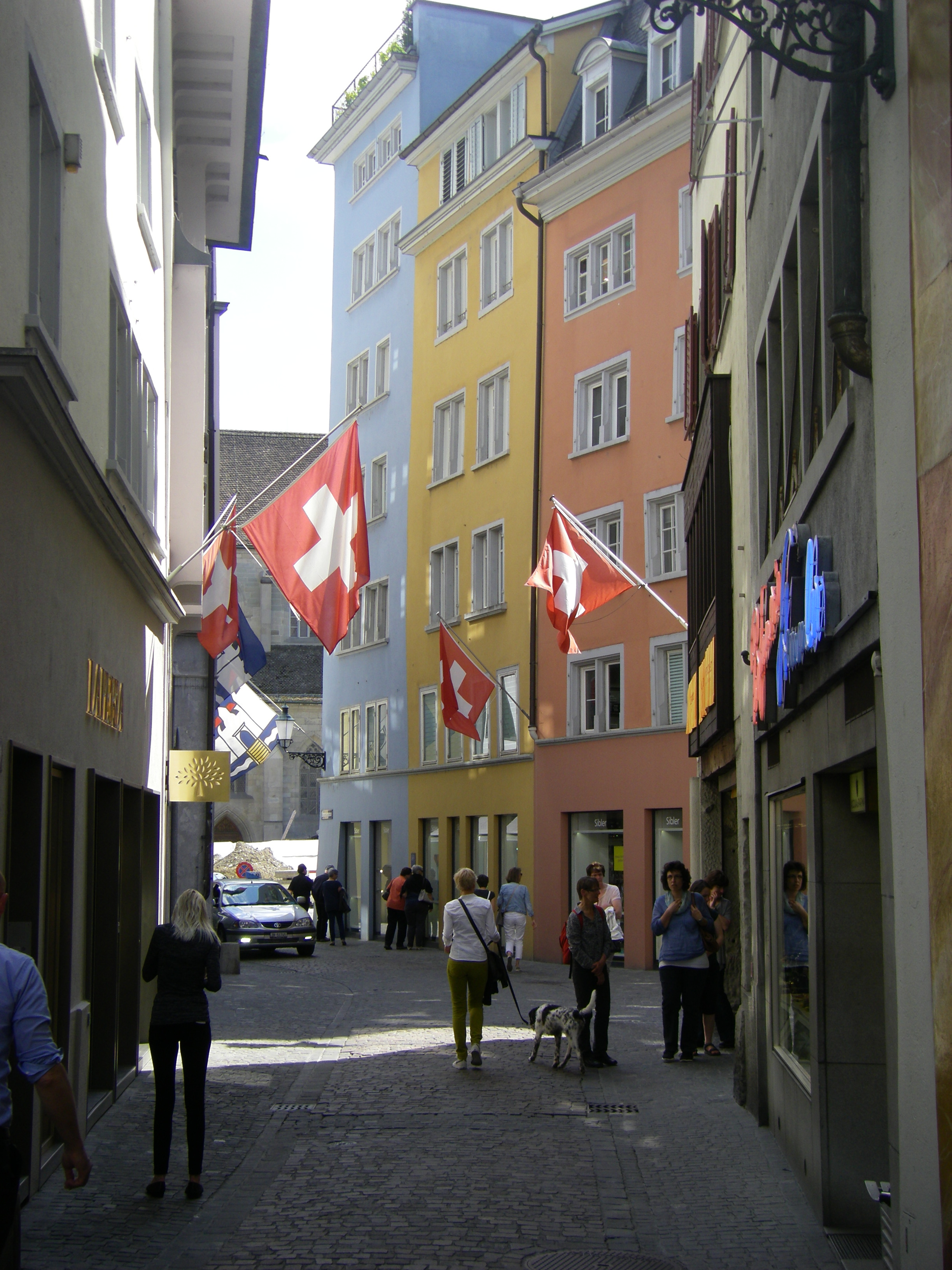
Blick in die Storchengasse

Die Storchengasse ist eine Strasse in der Altstadt von Zürich links der Limmat. Sie führt parallel zum Fluss vom Münsterhof in nördlicher Richtung bis zum Weinplatz.

## Name
Wegen des hier angesiedelten Handwerks trug die Strasse früher die Bezeichnung Schmiedgasse  und war auch als Hauptgasse bekannt. 1771 erhielt sie ihren heutigen Namen, der sich von dem gleichnamigen Gasthof zum Storchen ableitet, der nachweislich bereits 1471 existierte und sich noch heute unter der Bezeichnung Hotel Storchen Zürich unter Nummer 16 der mittlerweile nach ihm benannten Gasse befindet.

## Geschichte
Unter der heutigen Storchengasse liegen die Überreste der römischen Siedlung Turicum.
Die Storchengasse galt im 17. und 18. Jahrhundert als die «Bahnhofstrasse» der «minderen Stadt» links der Limmat.
Im Haus Nummer 6 an der Storchengasse lebte über Jahrzehnte hinweg der Schweizer Schriftsteller Hugo Loetscher (1929–2009).